# Lillian Nordica
Lillian Nordica, właśc. Lillian Norton (ur. 12 grudnia 1857 w Farmington w stanie Maine, zm. 10 maja 1914 w Batawii) – amerykańska śpiewaczka operowa, sopran.

## Życiorys
Ukończyła studia u Johna O’Neilla w New England Conservatory of Music w Bostonie (dyplom 1876). Na scenie zadebiutowała w 1876 roku w Madison Square Garden w Nowym Jorku. W 1878 roku wystąpiła w Crystal Palace w Londynie. Studia kontynuowała w Paryżu u François Delsarte i Emilio Belariego oraz w Mediolanie u Antonio Sangiovanniego. W 1879 roku wystąpiła w swojej pierwszej roli operowej jako Elwira w Don Giovannim W.A. Mozarta w mediolańskim Teatro Manzoni, przybierając wówczas za namową Sangiovanniego pseudonim Nordica. W 1881 roku śpiewała w Petersburgu, Gdańsku, Królewcu i Berlinie. W 1882 roku debiutowała w Paryżu jako Małgorzata w Fauście Charles’a Gounoda. Tą samą rolą debiutowała w ojczyźnie, występując w 1883 roku w nowojorskiej Academy of Music. W 1887 roku jako Violetta w Traviacie Giuseppe Verdiego wystąpiła w londyńskim Covent Garden Theatre. W 1890 roku rolą Leonory w Trubadurze debiutowała w nowojorskiej Metropolitan Opera i później do 1909 roku była na stałe związana z tym teatrem. Jej stałymi partnerami scenicznymi byli bracia Jan i Edward Reszke.
W latach 90. XIX wieku skupiła się na repertuarze wagnerowskim, zaproszona przez Cosimę Wagner wystąpiła w 1894 roku jako pierwsza amerykańska śpiewaczka na festiwalu w Bayreuth, kreując rolę Elzy w Lohengrinie. W 1901 roku uczestniczyła w uroczystym przedstawieniu Tristana i Izoldy z okazji otwarcia Prinzregententheater w Monachium. W 1909 roku kreowała tytułową rolę w Giocondzie Amilcare Ponchiellego w przedstawieniu uświetniającym otwarcie Boston Opera House. W tym samym roku pożegnała się ze sceną operową, występując w tytułowej roli w Tristanie i Izoldzie pod batutą Arturo Toscaniniego w Metropolitan Opera. W 1913 roku dała pożegnalny recital w nowojorskiej Carnegie Hall, następnie udała się w podróż dookoła świata. Ostatni raz wystąpiła na scenie pod koniec listopada 1913 roku w Melbourne. W grudniu tegoż roku statek, którym podróżowała, rozbił się o rafę koralową. W trakcie katastrofy nabawiła się zapalenia płuc, które przyczyniło się do jej śmierci.
Jej pierwszym mężem był od 1882 roku Frederick Gower. W 1885 roku, w trakcie trwającej już sprawy rozwodowej, zaginął on bez wieści podczas podróży balonowej przez kanał La Manche. W 1896 roku poślubiła węgierskiego śpiewaka Zoltána Doeme, z którym rozwiodła się w 1904 roku. Jej trzecim mężem był od 1909 roku londyński bankier George W. Young.